# Тунис
Тунис (раније Тунизија, од фр. Tunisie; арап.  [Tūnisⓘ], берб.  []), званично Туниска Република (арап. الجمهورية التونسية [al-Jumhūrīya at-Tūnisīyaⓘ]), магребска је држава у северној Африци, која се на северу и на истоку граничи са Средоземним морем. На западу има границу с Алжиром (965 km) и на југоистоку с Либијом (459 km). Име државе долази од имена главног града Туниса, који се налази на северу земље.
Око 40% територије земље покрива сахарска пустиња, док је остатак земље веома плодан. Овај простор је колевка картагинске цивилизације и житница Римског царства.
Од 1957. Тунис је председничка република. Данас је члан бројних светских и регионалних организација укључујући Арапску лигу, Афричку унију и Заједницу сахело-сахарских држава.

## Географија

### Положај
Тунис се налази на медитеранској обали северозападне Африке, на пола пута између Атлантског океана и делте Нила. Граничи се са Алжиром на западу (965 км) и југозападу и Либијом на југоистоку (459 км).[134] Лежи између 30° и 38° северне ширине и 7° и 12° источне географске дужине. Површина државе износи 163.610 km², што га чини најмањом државом у Магребу. Рељеф Туниса поприлично је другачији од рељефа регије. Земља има велику обалу (1 298 km). Положај је повољан зато што има излаз на Средоземно море.

### Геологија и рељеф
Кроз земљу се у смеру југозапад-североисток протеже планински ланац, који је део источног дела Атласа. Између планина у тој регији налазе се долине и плодне равнице. Највиша је тачка Ђебел Чамби (1544 m), а просечна је висина 700 m. Сахара, која се налази на југу земље, покрива око 40% територија Туниса.
Најважнија природна богатства су: нафта, фосфати, гвожђе, олово, цинк, со и обрадива земљишта.

### Воде
Најважнији је водоток река Међерда која се улива у Туниски залив. Највеће језеро је слано језеро Шот ел Џерид.

### Клима
Клима Туниса подложна је средоземним и сахарским утицајима. Састоји се од седам биоклиматских зона између којих постоји велика разлика у могућностима узгоја. Највећу климатски границу између севера и остатка земље чини туниски планински ланац који одваја медитеранску и сахарску климу.
Годишњи број падавина варира кроз регије:
- око 1 000 милиметара на северу
- око 380 милиметара у средишњем делу
- око 300 милиметара на југу.[13]

Летњу сезону обележава сува клима која је обележена високим врућинама и сушом због југа. Температуре варирају у зависности од положаја, надморске висине и близине Средоземног мора. Просечне температуре за целу земљу варирају од 12 °C до 30 °C. Земљу карактерише врло велики број сунчаних сати (око 3000 сати годишње). У подручјима планина Крумири могуће су температуре око 0 °C зими и око 50 °C лети у пустињским подручјима.

## Историја

### Давна историја
Бројни трагови људске активности из доба доњег палеолита сведоче о прадавним становницима данашњег Туниса. Штавише, овде је откривена (20 km источно од Гафсе) најстарија религијска грађевина на свету (стара више од 40.000 година) која се састоји од више предмета посвећених духовима или силама природе. У неолиту се појавила приобална иберо-мауританска цивилизација као и капсијанска култура. У то време човеково присуство је условљавало обликовање Сахаре која је тад попримила данашњу климу. У то исто време становништво данашњег Туниса почело се повећавати доласком Бербера.
Тунис је ушао у историју доласком Феничана који су, развијајући своју трговачку мрежу, основали низ станица у западном делу Средоземља и изван Гибралтарског теснаца. Једна од најзначајнијих таквих станица била је Картагина коју су Тирани основали на туниској обали 814. п. н. е. По легенди град је основала краљица Елиса, сестра Пигмалиона, тирског краља.

### Од пунске до римске Картагине
Између 6. и 5. века п. н. е. ривалитет са Грцима изазвао је Картагину на јаче развијање сопственог положаја: ускоро је контролисала цели североисток земље и појачала је свој ауторитет над другим феничанским територијама на афричкој обали. Тада се проширила на север, привучена трговином калајем, и на југ, ради трговине златом са Суданом.
Почетком 3. века п. н. е. Картагина је постала велика поморска и трговачка сила која је потпуно контролисала трговину и пловидбу у водама западног Средоземља. Поседовала је бројна подручја и изван Африке: југ Иберијског полуострва, запад Сицилије, Корзику, Сардинију и Малту. Неукључивање берберског становништва у своју цивилизацију Картагину је учинило рањивом, када су Римљани истиснули Грке као главне такмаце. У трци за контролу над западним Средоземљем, две су силе ушле у сукоб (Пунски ратови). Посед Сицилије био је у средишту овог сукоба који су се водили три пута између ова два града, почевши од 264. п. н. е.
Побуна Бербера током Првог пунског рата допринела је победи Рима над Картагином. Победа Ханибала у битци код Кане 216. п. н. е. дала је Картагињанима предност, али крајем Другог пунског рата опет је избила берберска побуна под вођством краља Масинисе, која је резултовала освајањем бројних картагинских територија. Напослетку, на крају Трећег пунског рата, 146. п. н. е, Рим је потпуно уништио Картагину . Крај Пунских ратова обележава успостава римске провинције Африке. Утика је постала први главни град, али је место старе Картагине и даље имало велику важност због својих предности. Године 44. п. н. е. Јулије Цезар је одлучио да тамо оснује колонију, али то се остварило тек за време Октавијана Августа, неколико деценија касније.
После Картагина постаје главни град провинције. То је раздобље благостања и напретка, када Африка постаје важан добављач пшенице и уља за Рим. Славна кружна картагинска војна лука претворена је у луку за флоту бродова који су превозили житарице за Рим. Као интегрални део Републике, па после Царства, заједно с Нумидијом, Тунис је постао средиште римско-афричке цивилизације.

### Покрштавање
Када се хришћанство појавило у Тунису, и генерално на Магребу, оно се суочило не само са непријатељским царским едиктима, већ и са отпором народа У 2. веку на снагу су ступиле царске мере, а сви који су одбијали службени култ подвргнути су прогонима. Онима који су устрајали у одбијању службене религије заплењена су сва добра те су прогнани или депортовани. Упркос овој тешкој ситуацији, нова религија развијала се брже него у Европи, поготово због друштвене улоге коју је Црква имала у другој половини 3. века. Афричка Црква развијала се врло брзо па је Картагина у 4. веку постала један од духовних средишта Запада. Тертулијан, свети Кипријан, свети Аурелије били су на одређени начин донатисти, а та доктрина, која је била у успону између 4. и 5. века, после је проглашена јеретичком.
429. године, под вођством Гејсериха, Вандали прелазе Гибралтарски теснац. Десет година касније, након напуштања Хипона, улазе у Картагину, где оснивају своје краљевство на готово један век. Били су аријевци, што није олакшавало њихов однос с већинским хришћанским становништвом. Будући да се становништво верно званичном хришћанству покушало супротставити Вандалима, многи су црквењаци мучени, прогањани и затварани у логорима на југу Гафсе. Ипак, латинска култура је сачувана па је хришћанство било снажно заступљено. Вандали су постали власници најбогатије римске провинције у којој је живот у то време био поприлично лагодан. Регрутовање војске било је отежано те су Вандали почели са регрутацијом аутохтоних, романизованих Бербера.
Ипак, у неспособности одбијања непријатељских племена, која су се гомилала на њиховим границама, пораз од 530. године искористио је византијски цар Јустинијан I који је заузео ту територију 533. године. Највећи део вандалског становништва поробљен је и депортован на Оријент, док је други део, присилно или властитом вољом, укључен у византијску војску као помоћни војници. Јустинијан је Картагину учинио седиштем своје афричке дијецезе. Након монотелитске кризе, византијски цареви, супротстављени локалној Цркви, окрећу се од Картагине. Такође, уз многе религијске свађе, Византија није успела да у своје царство интегрише Бербере, који су се побунили неколико пута.

### Арабизација и исламизација Туниса
Три су подвига заслужна за арапско освајање Туниса. Преобраћења се нису догађала подједнако и без отпора, понегде се догађала потпуна апостазија, а понегде прихватање синкретизма. Арабизација се догађала полако и поступно.
Први подухват почео је 647. године. Картагински егзарх Гргур потучен је код Сбеитле, што је показало слабе тачке Византије. 661. године, догодио се други подухват који је резултовао заузимањем Бизерте. Трећи подухват, који је 670. извршио Окба бен Нафа (عقبة بن نافع), био је кључан: Бен Нафа је исте године основао град Керуан, који је постао средиште разних похода на север и запад Магреба. Потпуну инвазију спречило је убиство Бин Нафе, 683. године те је маварска војска истерала арапску војску из Керуана. Арапи се враћају 688. године, али су изгурани у Либију. 695. године успева им преотимање Картагине од Грка, али је Византија поновно заузима 696. Град је потпуно освојен 698. године.
За разлику од осталих освајача, Арапи се нису задовољили само освајањем обале те су заузели и унутрашњост земље. Након грчевитог отпора, Бербери су се после пораза код Кахене преобратили на религију својих нових освајача. Ипак, бројни који су одбили доминантну религију прихватили су хариџијство (трећа и најмања грана ислама, уз суните и шиите), који је сматран јеретичним, јер заговара једнакост свих муслимана, без обзира на боју и класу. 745. године берберски хариџије освајају Керуан. Регија је остала под влашћу Омејада до 750. године.
800. године, халиф Харун ал-Рашид, у Ифрикији препушта своје моћи емиру Ибрахиму ибн Ал-Аглабу који оснива династију Аглабида, која влада идућих 100 година. Тунис постаје важно културно средиште у чијем је срцу Керуан. Аглабиди оснивају велику ратну флоту како би се одбранили од претњи с мора. 909. године, Абу Абд Аллах ал-Хусаин ал-Схи'и, уз помоћ Бербера који су одбијали аглабидску власт, најављује силазак Фатиме Захре (Мухамедове кћери) те се проглашава владаром и имамом Туниса, и оснива шиитску династију Фатимида. Појављују се као противтежа аглабидским и омејадским халифима, окупљеним око сунитизма.
921. године основан је град Махдиа који је проглашен главним градом Фатимидског халифата. Трећи халиф Исмаил ал-Мансур премешта главни град у Керуан те осваја Сицилију 948. године. Кад су Фатимиди преместили своју базу у Египат 972. године, Зириди мало по мало стичу своју независност. Раскид с Фатимидима догодио се 1048. године, кад је један владар добио од абасидског халифа статус заповедника свих веровања у целом Магребу. Раскидом с Фатимидима почиње раздобље ослобођења Бербера. Као освету, Фатимиди шаљу египатска номадска племена, Хилалите, у инвазију тог подручја. Керуан, иако утврђен, одолева нападима пет година, али на крају завршава окупиран. Опљачкане су бројне трговине и срушене јавне зграде те светилишта. Ова инвазија срушила је разлике између берберских номада и седећих становника те је резултовала општим мешањем становништва. Политичке трзавице у Ифрикији, подстакнуте нестанком Зирида, гурнуле су државу у анархију. Махдиа, као и други градови Ифрикије на крају падају у руке алмохадском султану Абд ал-Мумину, који се у својим подухватима устоличио на северу Марока, 1159. године.
Дуго пре доласка Хилалита, од друге половине 7. века, у регији се прихвата ислам, али класични арапски језик остаје прерогатива богатијих грађана и дворанина. Након хилалитске инвазије, берберски дијалекти прилагођавају се, те неки потпуно нестају у корист арапског језика.

### Раздобље великих освајања
Од прве трећине 12. века Тунис су често нападали Нормани са Сицилије и југа Италије (Краљевство Сицилија). Године 1135. године, нормански краљ Руђер II Сицилијански заузео је Ђербу. Године 1148. у рукама Нормана завршили су Махдија, Сус и Сфакс. Ипак, поступно су истерани из Махдије, њиховог задњег утврђења којег преузимају марокански Алмохади 1160. У исто време збива се уједињење Магреба. Догађа се цветање привреде и успостављају се трговачке везе с главним градовима у Средоземљу (Пиза, Ђенова, Марсељ, Венеција и одређени градови у Шпанији). Овај успон такође се догађа и у култури, с делима познатог историчара и социолога Ибна Халдуна. Алмохади поверавају Тунис Абд ал-Вахид ибн Хафсију, али његов син Абу Закарија Јахуа од њега се одваја и оснива нову династију Хафсида. Они владају идућа три века, а постају потпуно независни од 1236. године. 15. и 16. век обележава долазак маурских муслимана и андалушких Јевреја који су истерани из Шпаније за време реконкисте.
Почетком 16. века, Магреб је тресла велика политичка криза из које су се развиле разне кнежевине и многи независни лучки градови који су се бавили гусарством. Шпански владари Фернандо II Арагонски и Изабела Кастилијанска, како би заштитили своје обале, наставили су с реконквистом и у Магребу. За десетак година, освојили су више места: Мерс ел Кебир, Оран, Триполи и острво код Алжира. Како би ослободили своја подручја, алжирске власти траже помоћ од два позната гусара: браће Орука и Хајрудина Барбаросе. Овај потез обележава почетак раздобља сукоба између Шпаније и Османског царства о влашћу над подручјима Магреба и уопште западног дела Средоземља. 1534. године Хаијр ад-Дин осваја град Тунис, али је присиљен на бег, након што су град освојили Шпанци Карла V. Османска влада тада одлучује да прибави флоту која јој недостаје. 1560. године Драгут осваја Ђербу те 35 година касније град Тунис коначно освајају Турци. 1575. године Тунис постаје покрајина у Османском царству, али управитељи већином живе одсечени у лукама, док Бедуини живе у осталим подручјима. Освајање унутрашњости постижу тек Али-бег и Хамуда-бег. Град Тунис, као и Алжир и Триполи, за хришћане постају „барбарескна краљевства”.
Крајем турске управе, 1590. године 4000 јањичара из града Туниса на чело државе постављају дега те по његовим наредбама бега који је задужен за контролу територије и сакупљање пореза. Убрзо бег постаје главна личност намесништва уз пашу, који има почасну улогу изасланика османског султана, до те мјере да је 1612. године, Мурат I основао беговску династију. У то време, због повећања аутономије смањује се султанова финансијска подршка и повећавају се гусарске активности.
1705. године на власт долазе Хусеинитски бегови за време којих је држава још увек била османски вазал, али је у стварности функционисала као независна држава и султану није плаћан данак, него су се слали дарови у Истанбул. У исто време догађа се премештај трговине на Атлантик, а и лоше беговско водство изазива финансијско гушење овог подручја којег све више и више прижељкују Европљани.

### Протекторат и национална борба
Тунис је постао важна стратешка тачка за контролу западног и источног Средоземља. Тако је постао предмет надметања између Француске и Италије. Француска је желела да осигура своје алжирске поседе и да спречи Италију у угрожавању француских интереса у Египту и Леванту те преузимању контроле над приступом источном Средоземљу. Вође тада младог Италијанског краљевства желе да прошире своју колонијалну политику на ово подручје, на којем би већина европске мањине били Италијани. 1869. године Тунис је прогласио банкрот те су француски, италијански и британски изасланици преузели контролу над привредом. Под изговором да је војска Туниса прешла алжирску границу, 1881. године француске трупе упадају у Тунис и за три недеље без отпора улазе у град Тунис. Сандок-бег без покушаја отпора, пристао је на потписивање Споразума у Барду којим је Тунис постао француски протекторат. 1883. године, након обуздавања побуне племена, Французи поверавају организацију овог подручја резиденталном генералу Полу Камбону. После раздобља војне управе, цивилни управитељи из Алжира преузимају улогу локалних каида.
Земљу обухватају темељне промене на свим подручјима: добија железничку, путну и лучку инфраструктуру, док је циљ колонизације израбљивање ресурса земље. Тако је започело израбљивање рудних богатстава те су вршене велике инвестиције у механизирану пољопривреду с великим приносима. Убрзани развој привреде доводи до стварања грађанског реформизма, националистичког врења и повећане осетљивости аутохтоног становништва. Покрет народног ослобођења почиње с интелектуалцима на факултету Садики па онда у Француској: група Млади Тунишани окупља се око Али Бах Хамбе и Бехира Сфара. 1911. године, у време италијанско-турског рата, у граду Тунису започела је побуна, чиме су започеле активности покрета који је наишао на тежак отпор.
После Првог светског рата, 1920. године, оснива се странка Дестур која обнавља националистички покрет, којег од тад тресу хапшења и егзили. Криза 1930-их година те политичке промене у Француској и Европи доприносе стварању нових политичких, културних, спортских и других организација. Због ових нових промена, Хабиб Бургиба уз помоћ истомишљеника као: Махмуд Матери, Тахар Сфар и Бахри Гуига, напуштају Дестур и 1934. године, оснивају Нео-Дестур. Власти протектората свим могућим средствима покушавају очувати успостављени ред: вође Нео-Дестура депортоване су на југ земље а ослобођени за време владе Леона Блума који започиње преговоре. Крвави инциденти 1938. године поновно резултују хапшењима вођа Нео-Дестур и са проглашавањем опсадног стања.
За време Другог светског рата, у Тунису се збивају прве заједничке операције америчке и британске војске, 1942. и 1943. године. Главнина британске војске, под заповедништвом генерала Бернарда Монтгомерија, почела је напредовати из Либије, после победе у бици код Ел Аламејна у смеру јужног Туниса (Маретска линија), док су снаге САД и других савезника напредовале са запада, након искрцавања у Алжиру и Мароку (Операција Бакља). Будући да је Немачка тад била заузета битком код Стаљинграда, ратни поход у Тунису не сматра се великим догађајем, али је имао важне резултате: отворио је Савезницима пут према Сицилији и Италији. Овај сукоб зауставља акције националиста, док се покрет крајем 1940-их снажно појачава. Како би се канализовале тежње националиста, после немачке окупације земље уклоњен је Монцеф-бег због колаборације с режимом из Вишија и постављен је његов рођак Ламине-бег.
Године 1950, Ламине-бег оснива владу у којој учествује главни секретар Нео-Дестура. Нова монархија није задовољила Бургибу, који води оружани устанак, али је поновно заустављен 1952. године. 1954. године долази до великих промена доласком Пјера Мендеса Франсеа на чело француске владе па је Француска одлучила да преговара с националистима. У говору у Картагини Мендес Франсе пристаје на споразум о аутономији који је потписан с Тахаром ибн Амаром. 1956. године протоколом је укинут Споразум у Барду и призната је независност Туниса.

### Независни Тунис
Нео-Дестур на изборима 1956. године осваја 95% гласова. Бургиба долази на чело владе и уништава опозицију Салаха ибн Јусефа, уклања Ламин-бега и 1957. године, проглашава републику, чији је он постао први председник. Поставља режим који настоји у исто време бити модеран (лаикизација у образовању, укидање старих религијских правила итд.), либералан (признавање основних слобода) и социјалистички (аграрна реформа и планска привреда). Односи с Француском били су у почетку тешки, 1961. године избила је Бизертска криза (последња француска војна база у Тунису која је на крају евакуисана).
У првим годинама независности ова је политика изазвала незадовољство. Нова национализација земљишта, 1964. године, изазива суспензију финансијске помоћи од Француске када је и снажно пала вредност туниског динара. Поновно изабраног Бургибу су снажно критиковале остале арапске државе, због умерене политике према Израелу и палестинском питању. Укинути су дипломатски односи с Египтом 1967. и са Сиријом 1968. године.
Погоршавање односа између Дестуријанске социјалистичке партије (ПСД) и Туниског општег синдиката рада (УГТТ) резултовали су хапшењем и осуђивањем Хабиба Ахура, главног секретара синдиката 1966. Пројект убрзања аграрне реформе узроковао је опште незадовољство. 1969. године, министар задужен за тај пројект, Ахмед ибн Салах, смењен је и искључен из странке. После поновног избора Бургибе, премијер Бахи Ладхам завршава аграрну реформу, повећава плате радницима и снижава цене.
На конгресу ПСД-а јачају либерали, али су изоловани од политичког деловања. Њихов предводник, министар унутрашњих послова Ахмед Местири, искључен је из странке 1972. 1974. године, Бургиба и пуковник Моамер Гадафи, одлучују спојити Тунис и Либију. Пројекат је укинут па је министар спољних послова Мохамед Масмуди избачен из владе. Изабран за доживотног председника ПСД-а, Боргиба одлучује да укине опозицију и уведе једностраначки режим. Бургиба је поново изабран за председника, а 1975. године проглашен је за доживотног предсједника. Иза тога су следиле многе кризе, једна за другом. УГТТ 1978, проглашава општи штрајк, који је прерастао у побуну коју је брутално угушила војска. Главне вође синдиката ухапшене су, а Ахур је осуђен на 10 година присилног рада. Због опште претње вође УГТТ-а амнестиране су (осим Ибн Салаха) те је на конгресу ПСД-а (1981) Бургиба признао синдикатима право на аутономију и развој према вишестраначком режиму. Ипак, велики раст цена основних намирница изазива више штрајкова почетком 1984. године.
Проглашен „здравствено неспособним”, председник Бургиба 7. новембра 1987. смењен је у складу с уставом те га је заменио премијер Зин ел Абидин ибн Али. ПСД доживљава велике структуралне промене и постаје РЦД те се укида опција доживотног председника. 2. априла 1989. године Ибн Али изабран је за председника те РЦД добија готово сва места у парламенту. У каснијем раздобљу догодили су се неки тешки инциденти, 8. маја 1991. на универзитетском кампусу у граду Тунису убијена су два студента. 22. маја откривен је план исламистичке организације Енахда о атентату на председника Ибн Алија. Петорица одговорних за крвави напад 17. фебруара на РЦД у средишту града Туниса погубљени су 9. октобра. 1992. године распуштена је Туниска лига за људска права те је у два судска процеса осуђено 279 исламиста за заверу из 1991. године. Главни вође Енахде, од којих су неки избегли, осуђени су на доживотни затвор. Након тога следила је либерализација привреде те се догодио велики економски процват.
Ибн Али поново је изабран 1994. године и повећао је своју улогу у држави и наставио оштро одговарати на исламистичке претње. Промена изборног закона омогућила је опозиционим странкама заседање у парламенту, али на локалним изборима 1995. године опозиција је у целој земљи освојила само 6 од 4090 места. Ибн Али поново је изабран 1999. и 2004. године (након уставне промене). Свргнут је са власти током масовних демонстрација 2011. године.

## Становништво
Иако се већина Тунишана (98%) изјашњава као Арапи, већина су берберског порекла: мање од 20% њихове генетске структуре изворно је с Блиског истока. Тако да су Бербери, који представљају значајну мањину у Мароку и Алжиру, врло многобројни у Тунису. Многе друге цивилизације су такође оставиле свој траг на Тунишанима: Феничани, Римљани, Вандали из Немачке, Арапи, Турци и на крају Французи. Овде се населило и пуно Маура и Јевреја који су побегли из Шпаније крајем 15. века.
Већина Тунишана (98% становништва) су муслимани сунити (меликити). Врло јака јеврејска популација, која овде постоји већ 2.000 година, на југу Ђербе, данас се свела на врло малобројну групу која већином живи у подручју града Туниса. Такође постоји и малобројна заједница Хришћана.
Становништво Туниса годишње се повећава стопом од 1,08% а стопа урбанизације је 2003. године била 63,3%. Тунис је такође и земља с врло високом стопом емиграције: број Тунишана у иностранству досеже бројку од 885.000 људи. 83% њих живи у Европи, а од тога 511.000 у Француској.
| Показатељ                     | Вредност   | Положај у свету |
| ----------------------------- | ---------- | --------------- |
| Људски развојни индекс (2005) | 0,753      | 89 од 177       |
| Очекивана животна доб (2006)  | 75,12      | 52 од 192       |
| Становништво (2006)           | 10.175.014 | 79 од 193       |
| Број жена на 100 мушкараца    | 97         | —               |

### Највећи градови
Стопа урбанизације у Тунису је 64,9% (2005) и годишње се повећава стопом од 3,6%. Најурбанизованија су подручја Туниса и Сахела (средњоисточни дeо земље) који располажу развијеном господарском структуром и садрже више од 40% урбаног становништва. Ове две регије представљају свака више од петине становништва земље. Највећи градови су:
}}

## Административна подела
На челу сваке ове управне јединице налази се гувернер или валија (фр. gouverneur, арап. والي) ког именује председник државе. У извршавању својих дужности, њима помажу:
- локално веће за развој
- рурално веће
- комитет четврти

Уз гувернере постоје и Регионални савети тј. саветници, чији је задатак ближе бављење привредом, социјалним и културним питањима гувернората. Они се брину за односе гувернората и државе у изградњи неких државно важних пројеката, њиховог финансирања и сл.
Туниска Република је подељена на 24 гувернората или вилајета (фр. gouvernorat, арап. ولاي) који носе имена својих главних места:
1. Аријана — أريانة
2. Беша — باجة
3. Бен Арус — بن عروس
4. Бизерта — بنزرت
5. Гебес — قابس
6. Гафса — قفصة
7. Чендуба / Табарка — جندوبة
8. Керуан — القيروان
9. Касерин — القصرين
10. Кибили — قبلي
11. Кеф — الكاف
12. Мехдија — المهدية
13. Мануба — منوبة
14. Мендин — مدنين
15. Монастир — المنستير
16. Набеул — نابل
17. Сфакс — صفاقس
18. Сиди Бузид — سيدي بوزيد
19. Силиена — سليانة
20. Сус — سوسة
21. Татауин — تطاوين
22. Тузер — توزر
23. Тунис — تونس
24. Загхуан — زغوان

## Политика

### Унутрашња политика
Председник Туниса бира се сваких пет година на општим председничким изборима и по тренутним законима може бити изабран неограничен број пута уз услов да има мање од 75 година. Дугогодишњи председник Туниса Зин ал Абидин ибн Али на то је место дошао 1987. године а свргнут је са власти током масовних демонстрација почетком 2011. године. Тунис је пре њега, имао само још једног председника — Хабиба Бургибу (1957—1987) са следећим премијерима: Бахи Ладхам, Хеди Нуира, Мохамед Мзали, Рашид Сфар. Премијери Ибн Алија су били Хеди Бакуш, Хамед Каруи и Мохамед Гануши. Након свргнућа Ибн Алија на челу државе се налази вршилац дужности председника Фуад Мебаза. Законодавна власт, која је дводомна од 2002. године, састоји се од доњег дома (Дом заступника) са 189 заступника и горњег дома (Дом саветника) који је с радом почео 2005. са 112 чланова.
Тренутни устав проглашен је 1959. године, три године после достизања независности. Мењан је два пута: 1988, како би се ограничио број председничких мандата на 3 (после је Бургиба проглашен за доживотног председника) и 2002. на темељу референдума који је одржан исте године: ова промена укида ограничење председничких мандата, одређује највишу старосну доб коју може имати председнички кандидат, поставља законски имунитет председника (током и после истека његових дужности) и установљава дводомну скупштину.
РЦД, тренутна странка на власти током 25 година била је једина легална странка — у време када је носила име ПСД. И данас та странка доминира политичким животом Туниса с више од 2 милиона регистрованих чланова. На политичкој сцени Туниса тренутно се налази шест странака који чини опозицију, за коју је резервисано 20% од 182 заступничка места у Дому заступника.
Недостатак политичке транспарентности, слаба слобода изражавања и цензура (поготово у штампи и бројним интернет страницама) чињенице су због којих је туниску политичку ситуацију тешко одредити. Бројне међународне невладине организације указују на нарушавање људских права, поготово слободе изражавања, политичких заробљеника, уплитање законодавне власти у судску, затворским условима и малтретирању политичких неистомишљеника.

### Спољна политика
Први туниски председник, Хабиб Бургиба, током Хладног рата изабрао је страну несврстаних те је одржавао блиске везе с Европом и САД. Његов наследник, Зин ал Абидин ибн Али, такође је одржавао добре везе Туниса са Западом и активније је учествовао у односима с арапским и афричким земљама. Неизвесно је у ком правцу ће се кретати спољна политика Туниса након смене Ибн Алија.
Тунис материјално помаже Палестини и друге арапске и муслиманске земље у кризи, као нпр. Либан, након израелске инвазије 2006. и Индонезију, након цунамија 2004. Од 1958. Тунис је члан Арапске лиге и једна је од земаља оснивачица Организације афричког јединства, којом је председавао од 1994. до 1995. и учествовао у оснивању Афричке уније 2002. године. Тунис такође подупире развој Магрепшке уније, која укључује и Алжир, Мароко, Мауританију и Либију. Развој ове уније још увек је ограничен, због напетости између Алжира и Марока у погледу Западне Сахаре. 2001. године Тунис је приступио Заједници сахело-сахарских држава, а у 2003. години удомљује седиште Афричке банке за развој.
Тунис је већ дуго времена заговарач умерене струје у питању Блиског истока: Бургиба је први арапски званичник који је признао Израел у говору у Јерихону, 1965. У држави се налазило седиште Арапске лиге од 1979. до 1989. и седиште ПОО-а од 1982. до 1993. (све до пресељења у окупиране територије, иако је један део још остао у Тунису. Тунис има улогу посредника у овом сукобу, прва је арапска држава која је примила израелску делегацију (1993) и отворила представништво у Израелу, све до почетка Друге интифаде, 2000. године.
Углављен између Алжира и Либије, Тунис настоји да одржава добре односе са суседним државама, упркос повременим напетостима. Тунис и Алжир 1993. године решили су граничне проблеме и започели су изградњу гасовода преко Средоземног мора у Италију. Такође је потписан и споразум с Алжиром о раздвајању поморске границе између две земље. Односи с другом суседном земљом мало су тежи, почевши од туниског отказивања споразума о оснивању Туниско-либијске уније, 1974. године. Дипломатски односи нарушени су између 1976. и 1977. и поновно 1980. године, када су либијски потпомогнути побуњеници покушали преузети град Гафсу. 1982. године Међународни суд правде донео је одлуку о употреби континенталног шелфа (богатог нафтом) у корист Либије. Односи су се поново затегнули 1985. године америчким војним претњама а поново су нормализовани 1987. године. Иако је Тунис подржао санкције УН-а Либији, након чега су следили амерички ваздушни напади, Тунис је одржао релативно добре односе с том земљом. Након што су Либији укинуте санкције 2003. године, она је поновно постала велики трговачки партнер Тунису. Ипак, две земље и даље имају нерешене несугласице у питању морске границе.
Тунис активно учествује у Медитеранском форуму, који је 2005. одржан у тој земљи и прва је медитеранска земља која је потписала трговачки договор са ЕУ. Са својим најближим европским суседом, Малтом, Тунис тренутно договара искоришћавању нафте на морском подручју између две земље.
Туниска спољна политика није ограничена само на регионална питања. На састанку Генералне скупштине УН-а 1999. године председник Ибн Али позвао је на стварање Светског солидарног фонда (инспирисан Фондом националне солидарности у Тунису) који би помогао у борби против сиромаштва у најкритичнијим подручјима на свету. Савет је 2002. године одобрио тај предлог.

## Правосуђе
Туниски правни систем инспирисан је француским, како у погледу поделе (јавно и приватно), тако и у погледу структуре.
Иако мењан више пута, туниски устав гарантује следећа основна права:
- Независност правосуђа (чл. 65): Према овом члану, судство и судије уживају потпуну независност. У стварности, на туниско правосуђе и даље утиче извршна власт. Као Шеф високог већа магистрата, председник, у веће, декретом одређује магистрате, тј. чланове.
- Гаранција основних принципа права, као претпостављање невиности (чл. 12), неретроактивност закона (чл. 13), неповредивост дома, слобода кретања и слобода мишљења, изражавања, издавања, окупљања и удруживања. Ова права могу бити ограничена ако је тиме угрожена сигурност државе (чл. 8—10).

Правосудни систем одређен је законом о правној организацији из 1967. и законом о кажњавању из 1968. године. Правосудни систем састоји се од два велика дела: цивилне надлежности (обичне, кажњиве и посебне) која је под управом министарства правосуђа и посебне надлежности (Високи суд, Војни суд итд.).

## Привреда
Између 1956. и 1960, влада је, како би осигурала контролу над кључним секторима, преузела банкарски сектор и национализовала предузећа са подручја транспорта о производње електричне енергије, природног гаса и воде. У то исто време, 1958. године, туниски динар је постао службена валута. Повећање важности Туниског општег синдиката рада (УГТТ) повео је земљу према усвојењу социјализма. Главни задаци тада су били: „деколонизација привреде”, побољшање животног стандарда, смањење зависности од страног капитала и стварање националног тржишта. 1964. године Туниска народна скупштина објавила је декрет о извлашћењу земље у страном власништву како би основала 300 државних фарми. Овај је експеримент пропао и укинут је 1969. године, након извештаја Светске банке о дефициту у државним предузећима.
Доласком Хедија Нуире на чело владе, држава се повлачи из индустријског сектора, чиме га отвара за приватне инвестиције. У стварности, Тунис је наставио да субвенционише цене, финансијски сектор био је потпуно под управом владе и привреда се заштићивала високом царинском политиком и ограничавању увоза. Туниска привреда значајно је профитирала захваљујући двема енергетским кризама, које су подигле цене нафте и фосфата и захваљујући повећању пољопривредне производње и туризма. Ипак, Тунис је остао ограничен ценама нафте и спољним дугом и немогућности производње конкурентних производа. Недостатак улагања државе у инфраструктуру још увек спречава раст приватних инвестиција. Између 1985. и 1986. порасле су друштвене тензије па је УГТТ организовао више штрајкова и демонстрација против повећања незапослености и политике плата. Као последица, влада је договорила споразум с Међународним монетарним фондом о програму економских реформи. У року од 18 месеци, стабилизоване су спољне и унутрашње неједнакости, спољни дуг остао је на разумном нивоу и постигнут је раст БДП-а од 4,3%. Почетком 1980-их, влада је такође размишљала и о приватизацији државних предузећа да би смањила спољни дуг. Разматране су били сектори туризма, грађевинарства, индустрије текстила, пољопривреде и риболова и механике и електротехнике. Влада је почела да охрабрује лакшу индустрију за производњу усмерену извозу оснивањем слободних трговинских зона.
Данас Тунис има врло разнолику привреду. Главну сектори су: пољопривреда (маслине, маслиново уље, агруми, житарице и бадеми), индустрија (текстил, обућа и аутомобилски делови), туризам и рударство (фосфати, гвожђе и нафта). У задњих 30 година бележи се значајан пад пољопривредне производње за властите потребе, тако је таква производња са 25% 1975. године пала на мање од 2% 2000. године. Оваква производња још је значајна у неким руралним срединама (маслиново уље, јаја, млеко, перад и одређено воће и поврће). На подручју индустрије смањује се умешаност владе с повећањем приватног власништва, поједностављује се порезни систем и пажљиво се поступа с јавним дугом (буџетски дефицит од 2,6% БДП-а 2004. године). Укупно гледајући, просечни раст БДП-а од 5% 1987. досегао је 5,8% 2004. године. БДП је према проценама из 2012. године порастао на 105,347 милијарди долара. процена из Овај пораст Тунис дугује највише расту туристичког и трговачког сектора. Стопа инфлације релативно је мала (2,9% 2005. године), али је стопа незапослености још релативно велика. Плате су поприлично сличне платама у другим земљама у развоју, просечан туниски радник зарађује између 115 и 130 евра месечно (за недељни рад од 40 до 48 сати).
Тунис је прва медитеранска земља која је потписала споразум о слободној трговини с Европском унијом (1995). Споразум је ступио на снагу 1998. године. По овом споразуму, Тунис и Европска унија 2008. године стварају слободну трговинску зону. Тада ће Тунис имати сличан однос с ЕУ као Норвешка или Исланд.
Иако је БДП по становнику нижи од скоро свих европских земаља, Тунис спада међу најбогатије земље Африке.
| Подаци                              | Вредности                     |
| ----------------------------------- | ----------------------------- |
| БДП                                 | 30,94 милијарди долара (2005) |
| БДП (ПКМ)                           | 83,54 милијарди долара (2005) |
| БДП по становнику                   | 8.300 долара (2005)           |
| Стопа незапослености                | 14,2% (2005)                  |
| Спољни дуг                          | 16,09 милијарди долара (2005) |
| Резерве у девизама                  | 4,375 милијарди долара (2005) |
| Становништво испод прага сиромаштва | 7,4% (2005)                   |
| Гинијев коефицијент                 | 0,40 (2005)                   |
| Запосленост по секторима (1995)     | пољопривреда: 55%             |
|                                     | индустрија: 23%               |
|                                     | услуге: 22%                   |
| Извор: 2006                         |                               |

## Саобраћај
У Тунису се налази седам међународних ваздушних лука, али најважније транспортно средство у земљи је железница. Железничка мрежа састоји се од 1905 km пруге и 200 станица.
Путна мрежа је дуга 18.997 km и повезује разне регије земље, као и суседне државе, Либију и Алжир.

## Култура
Туниску културу обогаћује 3.000 година стара историја и на њој се могу наћи трагови пунске, арапске, турске, афричке, европске и исламске културе, као и бројни утицаји династија које су владале земљом. Историјска места (амфитеатар у Ел Џему, музеји (Национални музеј у Бардоу), градска архитектура (Сиди Бу Саид с арапско-андалушким утицајем), кухиња (француски багети, сиреви и кроасани, као и италијанске тестенине) и музика, сведоче о мешању разних медитеранских култура.

### Језици
Од свих земаља у Магребу Тунис је језично најхомогенији. Језици који се говоре у Тунису јесу туниски арапски (матерњи језик већине становништва који је настао из књижевног арапског и нема службени статус) и књижевни арапски (службени језик који се учи од предшколског образовања). Веома велики број Тунишана говори француски (језик културе који се учи од основне школе), а често се у основној школи предаје и енглески. У средњој школи обавезно је учење четвртог језика, а у избору су: немачки, шпански, италијански, руски и кинески. У Ђерби и неколико других регија на југу земље могу се наћи говорници берберских дијалеката шелха и нафуси. Образовање је бесплатно и обавезно за сву децу до 16 година. Стопа неписмености у земљи 2004. године била је 22,9%. Стопа образовања деце од 6 година била је 99%, једнака и за дечаке и девојчице.

### Кинематографија
Иако је туниска кинематографија релативно млада, филмови као Halfaouine, l'enfant des terrasses и Un été à la Goulette de Férid Boughedir, редитеља Ферида Бухедира, добили су бројне међународне награде. Дани картагинске кинематографије (Les Journées cinématographiques de Carthage или JCC) најстарији је филмски фестивал међу земљама у развоју. Туниска кинематографија, као и пејзаж земље, привлаче и бројне стране продукције, па су тако у Тунису снимани Звездани ратови, Пирати, Енглески пацијент итд.

### Књижевност
Туниска књижевност постоји у два облика: она на арапском и она на француском језику. Арапска књижевност у овим просторима постоји још од 7. века, доласком арапске цивилизације у регију. Туниска књижевност на француском језику почела је оснивањем протектората 1881. године. Упркос богатој књижевној историји, национална продукција врло је слаба: само око 120 књига на арапском, укључујући све жанрове, изашло је 2000. године. Неки од најпознатијих туниских писаца су Абоул-Каацем Ешеби, Монцеф Хашем и Махмуд Месади.

### Музика
Туниска музика највише је подложна утицајима арапско-андалушке, арапске и западњачке музике. Најпознатији туниски музички жанр је малуф. Класична арапска музика свира се с традиционалним инструментима као дарбука и уд и са инструментима специфичним за Тунис, као мезуед. Међу познатије туниске певаче спадају Шеик Ел Африт, Мохамед Јамуси и Хабиба Мсика. Познати су и музичари као Ануар Брахем или Амина Срарфи. Врло је популарна и музика из других арапских земаља, као Египат, Либан или Сирија. У новије време велику популарност стекла је и западњачка музика, па тако постоји мноштво група и фестивала рока, хип хопа, регеа и џеза.

### Фестивали
Годишње се у земљи одржава мноштво међународних, националних и локалних фестивала. Већином доминирају музички и позоришни фестивали. Неки од тих фестивала имају прилично широку тематику, као нпр. Картагински фестивал, док су други врло специфични, као нпр. Фестивал уметности од пластике у Махресу или Табарка Џез Фестивал.

### Уметнички занати
Тунис је познат по својим уметничким занатском производима:
- Грнчарство и керамика: Обликовање и декорација ових производа још се обављају на старински начин. Најчешћи мотиви су линије, тачке, крстови и сл. Најпознатији су примерци из Гелале.
- Теписи: Уметност израде тепиха датира још из османског времена.
- Ношње: Још почетком 20. века свака је регија имала своју властиту ношњу. Данас се традиционална ношња одева само за свечане церемоније и венчања. Јеба је најтрадиционалнија ношња која покрива цело тело, а разликују се по квалитету материјала, као и по боји.
- Мозаици: У Тунису се налази највећи број античких мозаика у свету. Ова се уметност развила још у римско доба, а највећи мах узела је од 2. века. Овде се по њиховој изради може говорити о афричкој школи.
- Папуче: Уопште мушке папуче су у природној боји коже. Женске папуче обично су проткане свилом, памуком, златом и сребром, са цветним мотивима или знаковима полумјесеца.
- Радови од гвожђа: Тунишани свој обичај декорације врата с кованим гвожђем дугују Андалужанима. Врата су обично плава, а таква се декорација ставља и на прозоре и отворе за ваздух на кухињама и купаоницама. Како би сачували интимност дома, врата су рађена само с маленим отворима за гледање на улицу.

### Туниска кухиња
Туниска кухиња богата је и разнолика и помало се разликује од кухиња других држава у Магребу. Базира се на поврћу, овчијем и говеђем месу (у неким регијама и камиљем месу), риби (на обалним подручјима) и тестенинама. Багети се такође често конзумирају уз јела. Најпопуларније јело су шпагети или макароне које се послужују с умаком од парадајза.

### Обичаји и традиција

#### Шешија
Шешија (chéchia) облик је покривача за главу од црвеног флица које покрива лице. Још увек се може видети на неким мушкарцима, иако је стил одевања у земљи данас сличан оном на западу.

#### Шиша
Шиша је у арапским земљама, па тако и у Тунису, традиционално средство за пушење томбака кроз цев из посуде с водом. Томбак је биљка врло слична дувану. Жар се прекрива избушеном алуминијском фолијом над којом се налази ужарени дрвени угаљ.

#### Друштвени живот
Иако некад номади који су били привезани за једно племе, Тунишани данас одржавају богати друштвени живот у заједници. Два места у томе имају практично симболичку улогу: турска купатила и кафићи.
- Будући да су некад купаонице у кућама биле малобројне, јавна купатила су имала велики значај. Купатила су такође некада била једина места на које су жене могле ићи да се друже са другим женама, без надзора мушкараца. Мушкарци су већином ишли у купатила ујутро да би могли причати с пријатељима. Данас се смањила хигијенска улога оваквих места и више имају друштвену улогу.
- Кафићи су традиционална окупљалишта за мушкарце, где се пије кафа или чај од менте (никад алкохол), пуши шиша или цигарете и играју домине. Странкиње се могу видети у кафићима, али ретко Тунишанке.

Џамије су такође важно место сусрета. Биле су такође и место сусретања бораца за слободу током 1950-их.

## Религија Туниса
Становништво Туниса чини 99% муслимана. Остало чине хришћани. Керуан је свети град за многе муслимане, и многи муслимани сунити га сматрају четвртим најсветијим градом за ислам, после Меке, Медине и Јерусалима, и најсветијим градом Магреба.

## Галерија
- Хотел у граду Тунису
- Авенија Хабиба Бургибе у граду Тунису
- Монастир
- Рибат у Монастиру
- Традиционални порцелан
- Поглед на Сус
- Кип Ибн Халдуна на Тргу независности у Тунису
- Кујунџија
- Староримски колосеум у Ел Џему
- Спомен-плоча српским војницима, капела на гробљу у Бизерти